# ミュージック・オブ・ザ・バロック
ミュージック・オブ・ザ・バロック（Music of the Baroque）は、アメリカ合衆国シカゴの室内オーケストラ・合唱団。

## 概要
1972年にトーマス・ウィックマンによって創設される。名前のとおり、バロック音楽や教会音楽を中心としたオーケストラだが、特に18世紀音楽の豊かなレパートリーを持つ。団員はシカゴ交響楽団やシカゴ・リリック・オペラなど他団体と兼任している事例が多い。ハリス劇場とノースショアセンターで定期的に公演を行うほか、市内の教会などで演奏活動を行っている。

2002年よりジェーン・グラヴァーが音楽監督、ニコラス・クレーマーが首席客演指揮者を務める。